# Ircabe-Damu
Ircabe-Damu (Irkab-Damu; reinou em 2340 a.C.), foi o rei (Malikum) do primeiro Reino Eblaíta, cuja época viu Ebla se transformar no poder dominante no Levante.
Durante seu reinado, o vizir começou a adquirir um papel importante na administração do Estado e das forças armadas. O reinado de Ircabe-Damu também é conhecido pelas amplas relações diplomáticas entre Ebla e os reinos vizinhos.

## Reinado

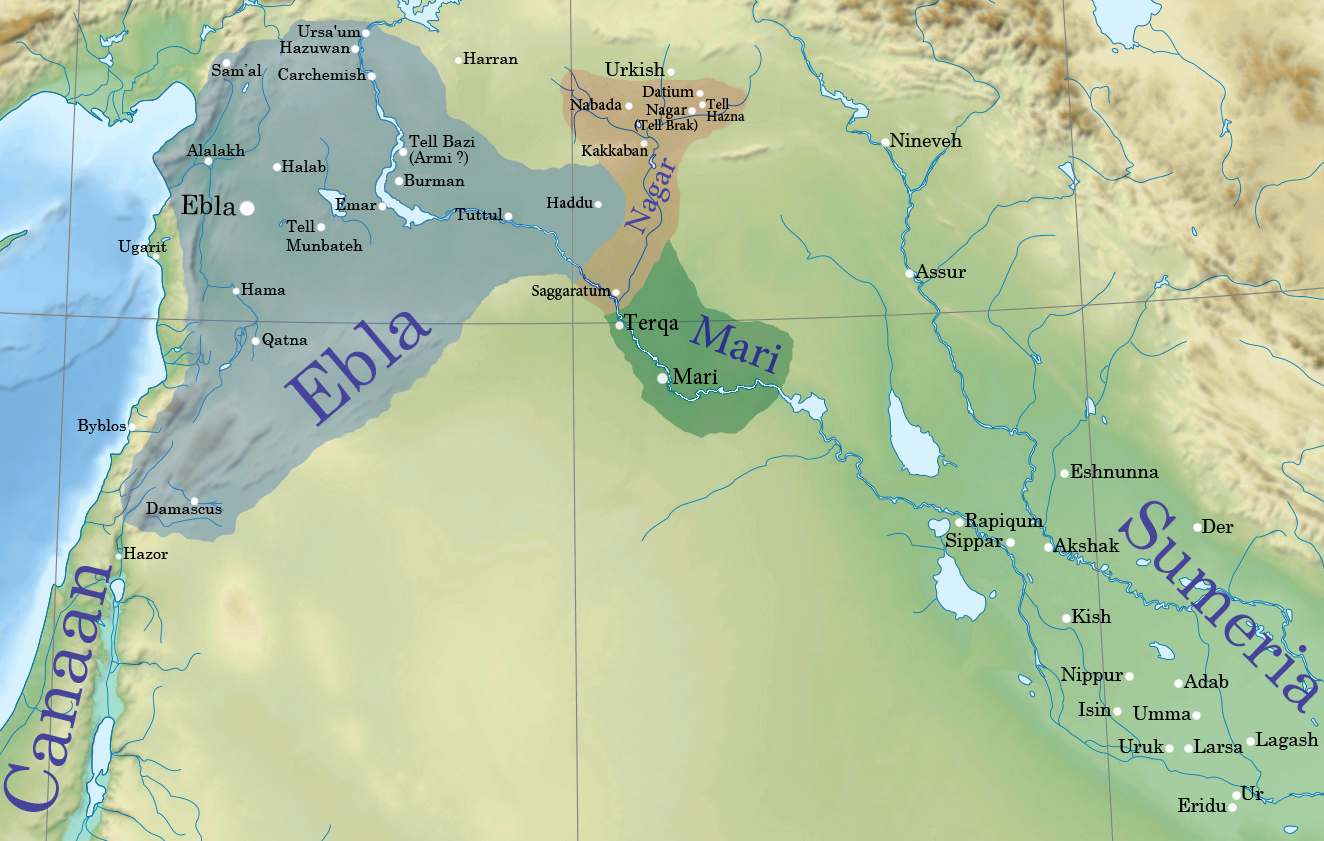
Ebla no final do reinado de Ircabe-Damu

Ircabe-Damu sucedeu ao rei Igris-Halame, cujo reinado foi caracterizado por uma fraqueza eblaita e homenagem ao reino de Mari, com quem Ebla travou uma longa guerra. Ircabe-Damu iniciou seu reinado concluindo um tratado de paz e comércio com Abarsal (provavelmente localizado ao longo do rio Eufrates a leste de Ebla), um dos primeiros tratados registrados na história. Ebla prestou tributo a Mari durante os primeiros anos de Ircabe-Damu no trono. Uma carta do rei Enadagã de Mari foi descoberta em Ebla, e foi usada pelo monarca Mariote como uma ferramenta para afirmar a autoridade de Mari, pois continha uma narrativa histórica das vitórias conquistadas pelos Enadagã. predecessores sobre Ebla.

### Expansão
Ircabe-Damu lançou uma contra-ofensiva bem-sucedida contra Mari e encerrou os tributos. Ele expandiu as fronteiras de Ebla em sua maior extensão e controlou uma área aproximadamente da metade do tamanho da Síria moderna, metade da qual estava sob o controle direto do rei e administrada pelos governadores, enquanto o restante consistia em reinos vassalos pagando tributos e fornecendo assistência militar a Ebla. Uma tábua de Ebla menciona uma vitória eblaíta sobre Nagar, provavelmente durante o reinado de Ircabe-Damu. O mesmo tablete menciona a conclusão de um tratado com Enadagã. Ircabe-Damu nomeou Arrucum como o primeiro vizir de Ebla, que manteve seu cargo por cinco anos, e teve seu filho Ruzi-Maleque se casando com a princesa Iti-Mute, filha do rei.  
A diplomacia era uma parte importante da política de Ircabe-Damu, uma tábua de barro encontrada nos arquivos de Ebla, que contém uma cópia de uma mensagem diplomática enviada de Ebla ao rei Zizi de Hamazi, junto com uma grande quantidade de madeira, saudando-o como irmão, e solicitando que ele enviasse mercenários em troca. Presentes do Egito Antigo foram descobertos no palácio real, indicando as relações de longo alcance de Ebla, que Karl Moore descreve como a primeira potência mundial da história.

## Sucessão e família
Ircabe-Damu era filho de Igris-Halam e sua rainha Quesdute.  Ele governou por onze anos, e se casou com Dusigu em seu quinto ano no trono. Nos últimos dois anos, Ircabe-Damu viu o surgimento do vizir Ibrium, que fez campanha contra Abarsal durante o mandato de Arrukum  e se tornou o mais forte oficial de Ebla durante o reinado do filho e sucessor de Ircabe-Damu, Isar-Damu. 